# Clădirea fostelor școli evreiești și judecătoriei de district (Tiraspol)
Clădirea fostelor școli evreiești și judecătoriei de district este o clădire amplasată pe str. 25 Octombrie, 98 în Tiraspol, Republica Moldova. Este un monument arhitectural și istoric de importanță națională inclus în Registrul monumentelor Republicii Moldova ocrotite de stat cu nr. 36 (municipiul Tiraspol).